# Megalomania narodowa
Megalomania narodowa – twierdzenie o wyższości, niezwykłości danego narodu, a przez to jego szczególnej misji dziejowej i posłannictwa wobec innych narodów.
Wyraża się ona w takich opiniach jak:
- przekonanie o zajmowaniu centralnego miejsca w świecie (np. polskie położenie między zachodem a wschodem, etnocentryzm, sinocentryzm),
- przekonanie o pochodzeniu od sławnych ludów historycznych (np. pochodzenie Polaków od Sarmatów),
- przekonanie o wyższości własnej kultury, języka, obyczajów itp. (np. wyższość Polaków nad resztą ludów słowiańskich),
- przekonanie o szczególnym stosunku Boga do danego narodu (np. żydowski naród wybrany, mesjanizm polski, Święta Ruś),
- przypisywanie swojemu narodowi wyłącznie cech pozytywnych (np. polska wyższość moralna z powodu bycia wiecznie poszkodowanym przez historię).

Warto zapoznać się z poglądem Jana Stanisława Bystronia na megalomanię narodową opublikowanym (w 1935) na początku zbioru jego rozpraw pod takimże tytułem „Megalomania narodowa”

>>Wiara we własne siły jest koniecznym warunkiem powodzenia zarówno dla jednostek, jak i dla całych grup społecznych; podtrzymywanie tej wiary wśród społeczeństwa musi być zawsze wytrwałą troską jego kierowników. Od realnej oceny łatwo jednak przejść do przeceniania samego siebie, do idealizacji grupy, a więc do megalomanii osobistej i społecznej. Jeśli jednak w życiu jednostkowym zarozumiałość przechodząca normalne granice przestaje być szkodliwa, gdyż kwalifikuje się ją jako chorobliwą i usuwa poza nawias życia zbiorowego, to megalomania plemienna, państwowa czy narodowa, rozwijająca się na tle mętnego mistycyzmu myślenia społecznego, zdaje się powszechna. Są ludzie, którzy uważają ją za „conditio sine qua non” rozwoju społecznego, za jedyną sprężynę życia i postępu, i niewątpliwie jest w tym dużo prawdy; na podstawach tych wspierały się wielkie państwa, wyrastały bogate kultury. Z drugiej jednak strony z chwilą, gdy ów rozpęd życiowy społeczeństwa, wyrażający się w nadmiernym poczuciu własnej wielkości i roli dziejowej, zaczęto ujmować teoretycznie, uzasadniać, rozszerzać, teorie te zaczęły podważać podstawy nauki, moralności, religii, a z drugiej strony rozpętały imperializm. W miarę coraz to większego zaślepienia stopniowo zaczyna upadać kultura, a państwo idzie ku kataklizmowi. Dzisiejszy stan Europy w znacznej mierze należy przypisać tym teoriom, które doprowadziły do upadku wielkie państwa, a grożą zagładą kulturze Zachodu.[...]<<